# 扁平小副克里介
扁平小副克里介（学名：Parakrithella deplanaria）为荊花介科小副克里介屬下的一个种。